# Daniel Moreira
Daniel Moreira (Maubeuge, 8 agosto 1977) è un ex calciatore francese, di ruolo attaccante.

## Statistiche

### Cronologia presenze e reti in nazionale
| Cronologia completa delle presenze e delle reti in nazionale ― Francia | Cronologia completa delle presenze e delle reti in nazionale ― Francia | Cronologia completa delle presenze e delle reti in nazionale ― Francia | Cronologia completa delle presenze e delle reti in nazionale ― Francia | Cronologia completa delle presenze e delle reti in nazionale ― Francia | Cronologia completa delle presenze e delle reti in nazionale ― Francia | Cronologia completa delle presenze e delle reti in nazionale ― Francia | Cronologia completa delle presenze e delle reti in nazionale ― Francia |
| Data                                                                   | Città                                                                  | In casa                                                                | Risultato                                                              | Ospiti                                                                 | Competizione                                                           | Reti                                                                   | Note                                                                   |
| ---------------------------------------------------------------------- | ---------------------------------------------------------------------- | ---------------------------------------------------------------------- | ---------------------------------------------------------------------- | ---------------------------------------------------------------------- | ---------------------------------------------------------------------- | ---------------------------------------------------------------------- | ---------------------------------------------------------------------- |
| 20-11-2002                                                             | Saint-Denis                                                            | Francia                                                                | 3 – 0                                                                  | Jugoslavia                                                             | Amichevole                                                             | -                                                                      | 75’                                                                    |
| 30-4-2003                                                              | Saint-Denis                                                            | Francia                                                                | 5 – 0                                                                  | Egitto                                                                 | Amichevole                                                             | -                                                                      | 70’                                                                    |
| 13-10-2004                                                             | Nicosia                                                                | Cipro                                                                  | 0 – 2                                                                  | Francia                                                                | Qual. Mondiali 2006                                                    | -                                                                      | 46’                                                                    |
| Totale                                                                 |                                                                        | Presenze                                                               | 3                                                                      |                                                                        | Reti                                                                   | 0                                                                      |                                                                        |

## Palmarès
- Coppa di Lega francese: 1

Lens: 1998-1999